# Камчатский областной комитет КПСС
Камчатский областной комитет КПСС, Камчатский областной комитет ВКП(б) - орган местного партийного управления, существовавший в 1932—1991 гг.

## История
Камчатская область была образована 20 октября 1932 года. В связи с этим, спустя 2 месяца был создан Камчатский областной комитет ВКП(б).
В 1952 году Камчатский областной комитет ВКП(б) переименован в Камчатский областной комитет КПСС.
23 августа 1991 года деятельность КПСС на территории РСФСР приостановлена, а 6 ноября того же года запрещена.

## Список первых секретарей комитета
| №                                                       | Ф.И.О.                                                  | Годы жизни                                              | В должности                                             | Причина ухода                                           |
| Первые секретари Камчатского областного комитета ВКП(б) | Первые секретари Камчатского областного комитета ВКП(б) | Первые секретари Камчатского областного комитета ВКП(б) | Первые секретари Камчатского областного комитета ВКП(б) | Первые секретари Камчатского областного комитета ВКП(б) |
| ------------------------------------------------------- | ------------------------------------------------------- | ------------------------------------------------------- | ------------------------------------------------------- | ------------------------------------------------------- |
| 1                                                       | Иван Иванович Самсонов                                  | 1900—1938                                               | декабрь 1933—1 апреля 1934                              | арестован, позднее расстрелян                           |
| 2                                                       | Василий Алексеевич Орлов                                | 1898—15 января 1948                                     | 1 апреля 1934-20 апреля 1937                            | арестован                                               |
| 3                                                       | Дмитрий Иванович Никонов                                | 3 ноября 1899—14 апреля 1938                            | 22 апреля—21 ноября 1937                                | арестован, позднее расстрелян                           |
| 4                                                       | Василий Иванович Кутейников                             | 1902—?                                                  | 2 февраля—11 декабря 1938                               | арестован                                               |
| 5                                                       | Сергей Николаевич Николин                               | 1904—?                                                  | 17 марта—ноябрь 1939                                    |                                                         |
| 6                                                       | Григорий Федорович Аксёнов                              | ?                                                       | ноябрь 1939—22 ноября 1942                              | повышение в исполком Хабаровского края                  |
| 7                                                       | Сергей Андрианович Васин                                | 1905—28 мая 1944                                        | 22 января 1942—28 мая 1944                              | смерть в авиакатастрофе                                 |
| 8                                                       | Иван Фёдорович Петров                                   | 1904—?                                                  | 9 июня 1944—март 1948                                   | перевод в Чукотский окружной комитет                    |
| 9                                                       | Иван Иванович Грачёв                                    | 1909—?                                                  | 31 марта 1948—1 августа 1949                            |                                                         |
| 10                                                      | Трофим Георгиевич Калинников                            | 1907—?                                                  | 1 августа 1949—10 сентября 1952                         | переход на службу в ЦК                                  |
| Первые секретари Камчатского областного комитета КПСС   |                                                         |                                                         |                                                         |                                                         |
| 11                                                      | Пётр Николаевич Соловьёв                                | 1907—11 ноября 1958                                     | 10 сентября 1952—28 января 1956                         | понижен до второго секретаря                            |
| 12                                                      | Михаил Анатольевич Орлов                                | 2 августа 1912—29 декабря 1996                          | 28 января 1956—февраль 1971                             | переход на службу в ЦРК КПСС                            |
| 13                                                      | Дмитрий Иванович Качин                                  | род. 7 ноября 1929                                      | февраль 1971—15 июля 1986                               | переход в советское посольство во Вьетнаме              |
| 14                                                      | Пётр Иванович Резников                                  | род. 1934                                               | 15 июля 1986—24 декабря 1988                            |                                                         |
| 15                                                      | Павел Павлович Зиновьев                                 | 21 сентября 1932—31 июля 2009                           | 24 декабря 1988—31 октября 1990                         | по собственному желанию                                 |
| 16                                                      | Владимир Яковлевич Абаев                                | 24 октября 1938—14 февраля 2005                         | ноябрь 1990—25 августа 1991                             | приостановление деятельности партии                     |